# Harald Esbo
Harald Valter Olaus Esbo, född 15 april 1907 i Svalöv, Malmöhus län, död 22 februari 1985 i Stocksund, var en svensk agronom.
Esbo avlade studentexamen i Lund 1926, agronomexamen vid Alnarps lantbruksinstitut 1931, studerade vid Berlins universitet 1938-39, blev agronomie licentiat 1954 och agronomie doktor vid Ultuna 1959. Han var assistent vid Sveriges utsädesförening i Svalöv 1931-32, anställd vid Statens centrala frökontrollanstalt från 1932, fältkontrollant 1947, avdelningsföreståndare 1950, professor och föreståndare från 1962. 
Esbo tjänstgjorde som utsädesexpert vid Organization for European Economic Cooperation (OEEC) i Paris 1954-55 och kortare perioder 1956, 1957, 1958 samt hos Food and Agriculture Organization of the United Nations (FAO) i Rom 1965. Han var utredningsman vid Jordbruksdepartementet beträffande statligt stöd åt växtförädlingen m.m 1957-61 och president International Seed Testing Association från 1965.
Utöver nedanstående skrifter författade Esbo ett stort antal uppsatser och skrifter angående frökontroll, potatisfrågor, utsädeshandel och internationella förhållanden inom utsädesområdet. Han var 1945-55 redaktör för Svensk uppslagsboks avdelning jordbruk.